# Saarijärvi (sjö i Finland, Kajanaland, lat 64,80, long 27,57)
Saarijärvi är en sjö i Finland. Den ligger i kommunen Puolango i landskapet Kajanaland, i den centrala delen av landet, 500 km norr om huvudstaden Helsingfors. Saarijärvi ligger 202,9 meter över havet. Den är 21,8 meter djup. Arean är 56 hektar och strandlinjen är 8,17 kilometer lång. Sjön  ingår i Kiminge älvs huvudavrinningsområde. 